# Oberliga Nord 1955/56
In 1955/56 werd het negende kampioenschap gespeeld van de Oberliga Nord, een van de vijf hoogste klassen in het West-Duitse voetbal. Hamburger SV werd kampioen en Hannover 96 vicekampioen. Beide clubs plaatsten zich voor de eindronde om de Duitse landstitel. HSV werd tweede in zijn groep en Hannover laatste.

## Eindstand
| Plaats | Club                   | Wed. | W  | G  | V  | Saldo | Ptn. |
| ------ | ---------------------- | ---- | -- | -- | -- | ----- | ---- |
| 1.     | Hamburger SV           | 30   | 17 | 7  | 6  | 89:35 | 41   |
| 2.     | Hannover 96            | 30   | 16 | 6  | 8  | 57:39 | 38   |
| 3.     | SV Arminia Hannover    | 30   | 13 | 11 | 6  | 46:39 | 37   |
| 4.     | Holstein Kiel          | 30   | 13 | 9  | 8  | 51:37 | 35   |
| 5.     | VfR Neumünster 1910    | 30   | 13 | 7  | 10 | 49:45 | 33   |
| 6.     | Werder Bremen          | 30   | 14 | 4  | 12 | 74:54 | 32   |
| 7.     | TuS Bremerhaven 93     | 30   | 11 | 10 | 9  | 55:49 | 32   |
| 8.     | 1. SC Göttingen 05     | 30   | 14 | 3  | 13 | 58:59 | 31   |
| 9.     | Altonaer FC 1893       | 30   | 11 | 7  | 12 | 43:52 | 29   |
| 10.    | VfL Osnabrück          | 30   | 11 | 6  | 13 | 48:64 | 28   |
| 11.    | Eintracht Braunschweig | 30   | 12 | 3  | 15 | 68:71 | 27   |
| 12.    | Eintracht Nordhorn     | 30   | 8  | 11 | 11 | 46:60 | 27   |
| 13.    | FC St. Pauli           | 30   | 9  | 9  | 12 | 36:47 | 27   |
| 14.    | VfL Wolfsburg          | 30   | 8  | 9  | 13 | 55:62 | 25   |
| 15.    | VfB Oldenburg          | 30   | 6  | 9  | 15 | 37:60 | 21   |
| 16.    | Eimsbütteler TV        | 30   | 4  | 9  | 17 | 43:82 | 17   |

|  | Kampioen, geplaatst voor nationale eindronde |
|  | Geplaatst voor nationale eindronde           |
|  | Degradatie                                   |

## Promotie-eindronde

### Kwalificatie Nedersaksen
De vicekampioenen van de twee Nedersaksische Amateuroberliga's speelden tegen elkaar voor een plaats in de eindronde, omdat de amateurs van Eintracht Braunschweig niet konden promoveren nam Wolfenbüttel hun plaats in als derde in de stand. 
|               |                     |       |                   |                        |
| 29 april 1956 | Eintracht Osnabrück | 2 - 0 | Wolfenbütteler SV | Jahnstadion, Bückeburg |
| 29 april 1956 |                     |       |                   | Jahnstadion, Bückeburg |

### Groep A
| Plaats | Club                      | Wed. | Wa | G | V | Saldo | Ptn. |
| ------ | ------------------------- | ---- | -- | - | - | ----- | ---- |
| 1.     | Heider SV                 | 6    | 4  | 1 | 1 | 15:10 | 9    |
| 2.     | Harburger TB 1865         | 6    | 4  | 0 | 2 | 14:11 | 8    |
| 3.     | Eintracht Osnabrück       | 6    | 2  | 0 | 4 | 13:14 | 4    |
| 4.     | TSR Olympia Wilhelmshaven | 6    | 1  | 1 | 4 | 09:16 | 3    |

|  | Promotie naar Oberliga Nord 1956/57 |

### Groep B
| Plaats | Club                 | Wed. | Wa | G | V | Saldo | Ptn. |
| ------ | -------------------- | ---- | -- | - | - | ----- | ---- |
| 1.     | SC Concordia Hamburg | 6    | 4  | 1 | 1 | 12:06 | 9    |
| 2.     | Bremer SV            | 6    | 3  | 0 | 3 | 10:09 | 6    |
| 3.     | Phönix Lübeck        | 6    | 3  | 0 | 3 | 12:14 | 6    |
| 4.     | VfB Peine            | 6    | 1  | 1 | 4 | 08:13 | 3    |